# Glenhalvøya
Glenhalvøya est une péninsule de la Terre d'Orvin à Nordaustlandet au Svalbard située entre le Finn Malmgren Fjord (en) et le Duvefjorden. 
Søre Repøya est séparée de la péninsule par le détroit de Gilessundet.

## Histoire
La péninsule a été nommée en hommage à l'explorateur arctique Alexander Richard Glen.